# Liesdelsluis
De Liesdelsluis (brug nr. 207) is een vaste brug in het Wallengebied in Amsterdam-Centrum. Het achtervoegsel "sluis" heeft hier betrekking op "stenen brug".
De brug overspant de Oudezijds Achterburgwal en verbindt zo de Lange Niezel met de Korte Niezel. Liesdel was de aanduiding van een laag gelegen (ten opzichte van de hogere grond waarop de Oude Kerk is gebouwd) vlakte begroeid met lies, dat de bijnaam Niesdel kreeg en vervolgens werd verbasterd tot Niezel. In de jaren zeventig en tachtig had de brug de bijnaam Deutsche Brücke in verband met de vele Duitse junkies die hier rondwaarden en ook wel stierven als gevolg van drugsgerelateerde prostitutie. De brug wordt slechts ten delen omringd door rijksmonumenten, in 1929 werd een deel van de Korte Niezel al vernieuwd. De brug is zelf geen monument, want ze dateert van nog later datum.
Er ligt al vanaf het prille begin van Amsterdam op deze plaats een brug. De brug is namelijk al te zien op de geschilderde plattegrond uit 1538 van Cornelis Anthonisz.. Balthasar Florisz. van Berckenrode tekende de brug op twee pijlers ook in op zijn kaart uit 1625, een brug over de "Oudesydts Voor Burchwal" in "Den Niesel". Toen kunstenaar Johannes van der Drift hier rond 1868 langs kwam, trof hij inderdaad een stenen welfburg aan met drie doorvaarten (de buurvrouw van de Liesdelbrug, de Oudekerksbrug was van hout). Hij volgde wat dat betreft in de voetsporen van Jacob Olie, die die brug in 1861 ook al had vastgelegd. Net als de brug hebben de foto’s de tand des tijds niet goed doorstaan. George Hendrik Breitner kwam een aantal jaren later voorbij en trof een geheel andere brug aan, een toen in de mode zijnde liggerbrug uit 1879. De brug steunde op de landhoofden op gietijzeren steunen en consoles, een gevolg van het plannen in september 1878 en van een aanbesteding van januari 1879 voor het "verlagen en verbreeden van de steenen wulfbrug" en de levering van ruim 13 ton bultijzer.
Die brug ging een tijdlang mee. In de jaren 1976/1977 moest de brug vernieuwd worden en werd de brug in oude glorie hersteld. Ze kreeg echter een betonnen paalfundering en een betonnen legger, dus een status van gemeentelijk of rijksmonument zat er niet in, ook al ziet de vorm van de brug er oud uit. Die brug werd gebouwd onder ontwerp van Dirk Sterenberg werkend voor de Dienst der Publieke Werken, maar met name bekend vanwege zijn moderne betonnen bruggen, zie brug 705 of de in 2020 afgebroken Buikslotermeerpleinbrug.
Dat de brug toen herbouwd is blijkt uit de zoutschade die te zien is aan de brug en ook aan de Oudekerksbrug, ook gemoderniseerd naar model van Sterenberg.

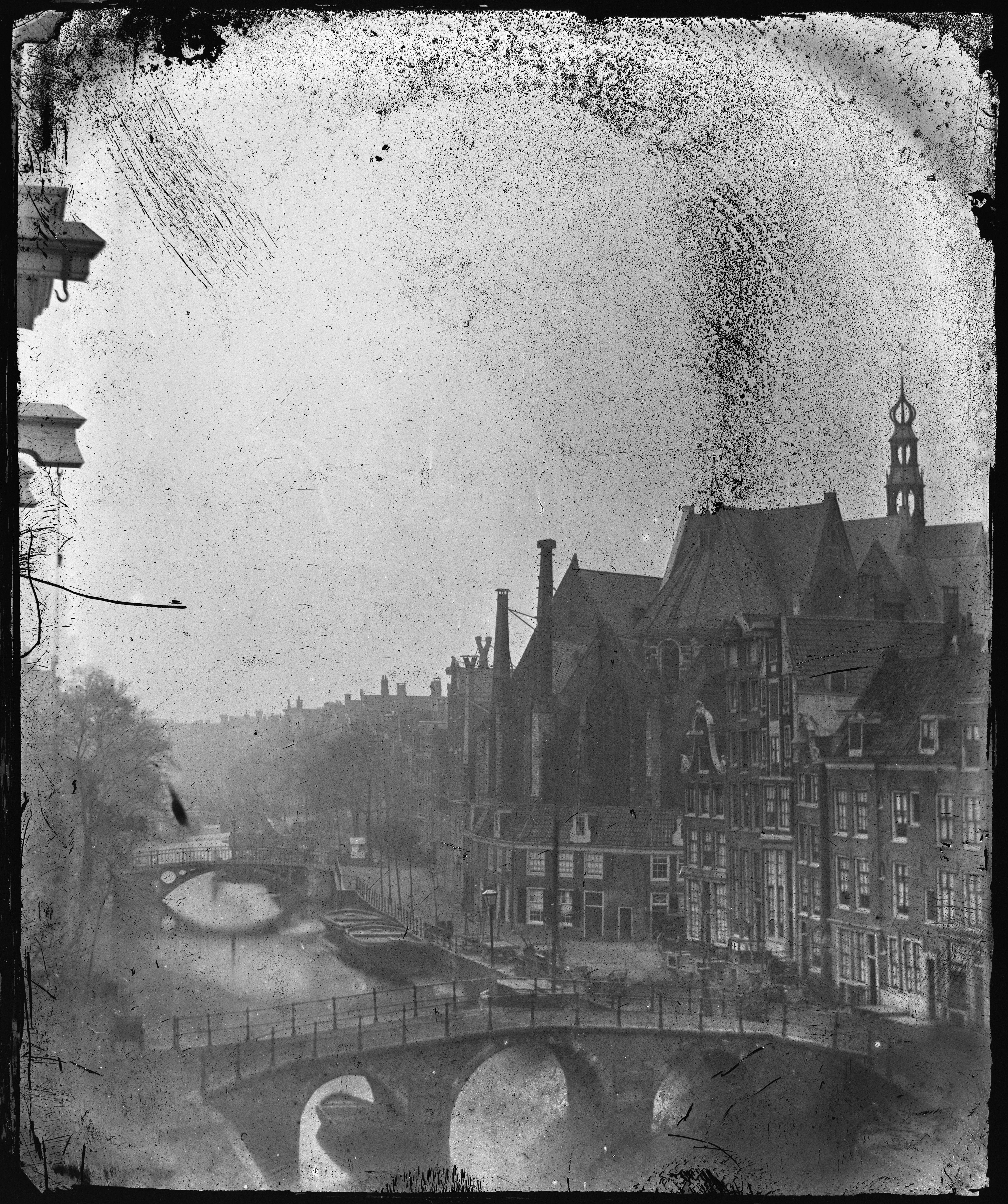
Foto van Jacob Olie uit 1861 toont het verschil destijds tussen de Liesdelbrug op de voorgrond en de Ouderkerksbrug op de achtergrond
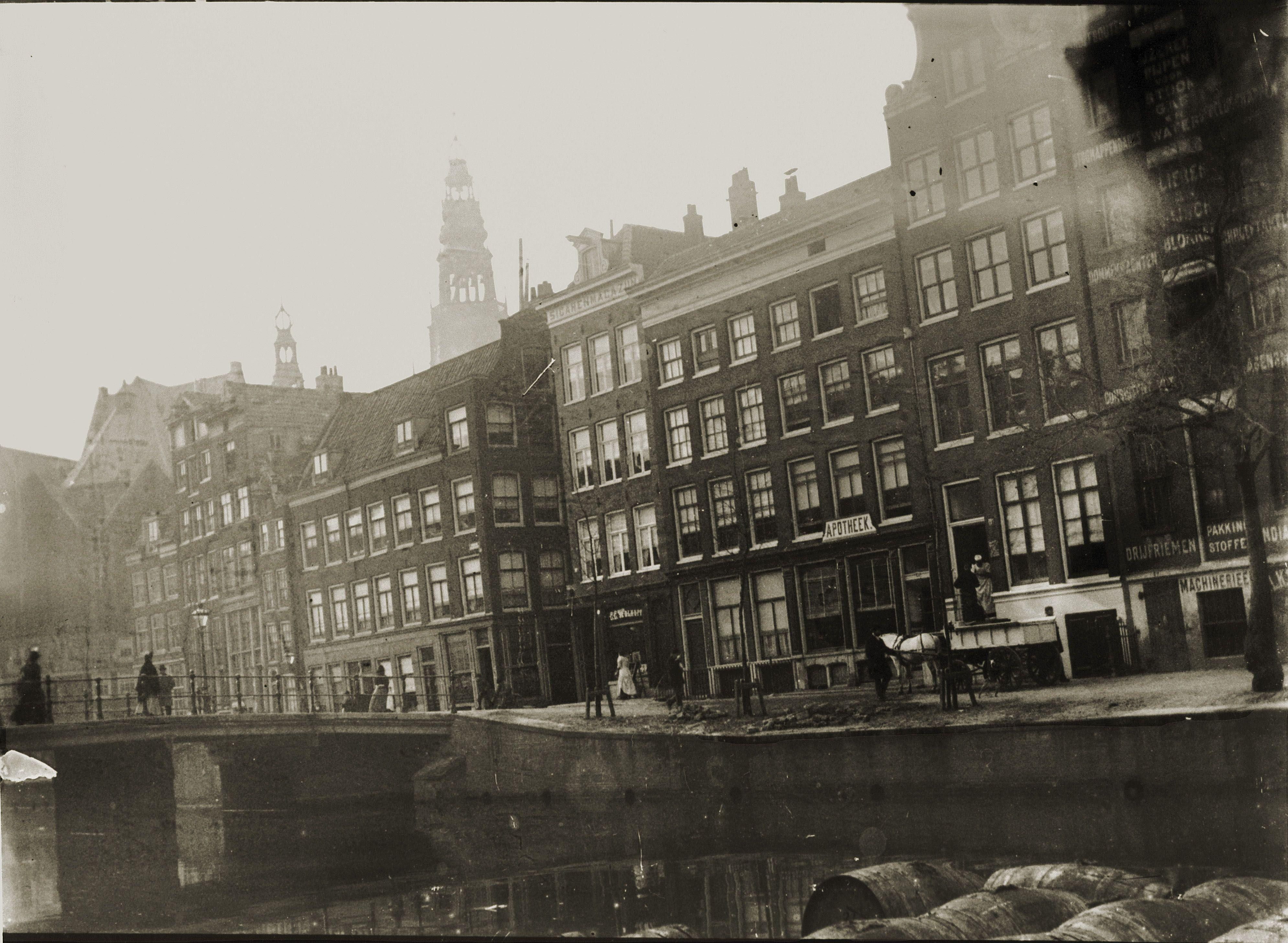
De brug rond 1890 gefotografeerd door Breitner
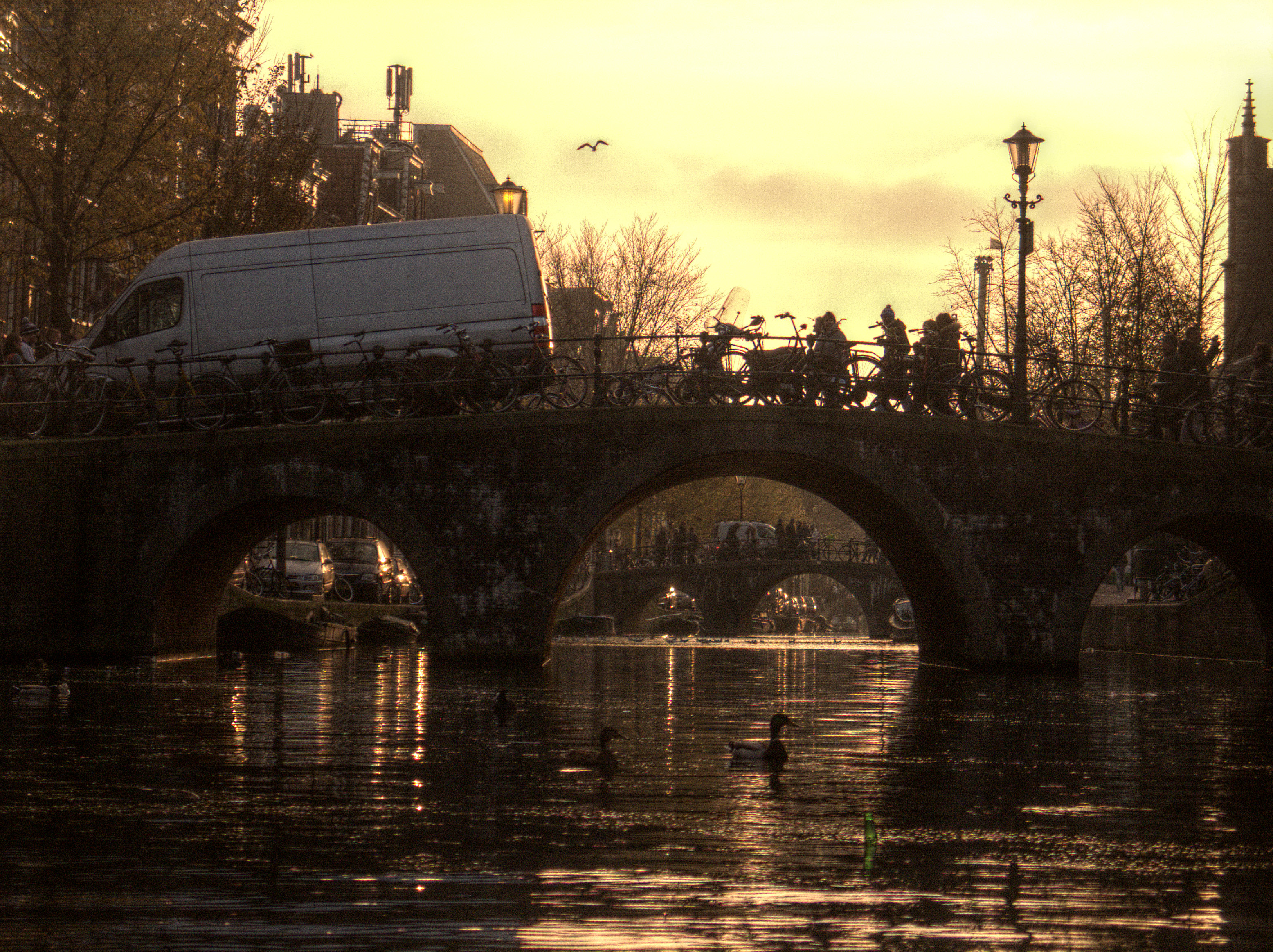
Liesdelsluis gezien naar het Zuiden met in het verschiet de Oudekerksbrug, november 2014

<<< · 200 · 201 · 202 · 203 · 204 · 205 · 206 · 207 · 208 · 209 ·  210 · 211 · 212 · 213 · 214 · 215 · 216 · 217 · 218 · 220 · 221 · 222 · 223 · 224 · 225 · 226 · 227 · 228 · 228P · 229 · 230 · 231 · 232 · 233 · 234 · 235 · 236 · 237 · 238 · 239 ·  240 · 241 · 242 · 243 · 244 · 245 · 246 · 247 · 248 · 249 ·  250 · 251 · 252 · 253 · 254 · 255 · 256 · 257 · 258 · 259 · 260 · 261 · 262 · 263 · 264 · 265 · 266 · 267 · 270 · 271 · 272 · 273 · 274 · 275 · 277 · 278 · 279 · 280 · 281 · 283 · 285 · 286 · 287 · 288 · 289 · 290 · 291 · 292 · 293 · 295 · 296 · 297 · 298 · 299 · >>>
Brugnummers 219, 268, 269, 276, 282, 284, 294 zijn niet (meer) in omloop.